# Número de Froude
Em mecânica de meios contínuos, o número de Froude (Fr) é um número adimensional, utilizado na hidráulica de condutos abertos que representa a razão entre a inércia do escoamento e a campo externo (este último em muitas aplicações simplesmente devido a gravidade). Nomeado após William Froude, o número de Froude é baseado na relação velocidade / comprimento, definido como:
{\displaystyle \mathrm {Fr} ={\frac {u_{0}}{\sqrt {g_{0}l_{0}}}}}
onde u0 é uma velocidade de fluxo característica, g0 é em geral um campo externo característico, e l0 é um comprimento característico. O número de Froude tem alguma analogia com o número de Mach. Na fluidodinâmica teórica, o número de Froude não é freqüentemente considerado, pois geralmente as equações são consideradas no limite alto de Froude do campo externo desprezível, levando a equações homogêneas que preservam os aspectos matemáticos. Por exemplo, equações de Euler homogêneas são equações de conservação.
É um conceito muito importante na determinação da velocidade de um navio para o cálculo da resistência por formação de ondas, sendo um Fr (ou Fn) menor que 0,1 baixo e um Fn maior que 0,3 considerado alto para navios com casco de deslocamento.